# Ермаковский (Пензенская область)
Ермако́вский — посёлок в Башмаковском районе Пензенской области России. Входит в состав Троицкого сельсовета.

## География
Посёлок находится на расстоянии 12 км к северо-западу от рабочего посёлка Башмаково, административного центра района.

### Часовой пояс
Посёлок Ермаковский, как и вся Пензенская область, находится в часовой зоне МСК (московское время). Смещение применяемого времени относительно UTC составляет +3:00.

## История
В 1930—1950-х годах посёлок входил в состав Знаменского сельсовета, являлся отделением совхоза «Красное знамя».

## Население
| 2010 |
| ---- |
| 6    |